# (366) Vincentina
(366) Vincentina es un asteroide perteneciente al cinturón de asteroides descubierto el 21 de marzo de 1893 por Auguste Honoré Charlois desde el observatorio de Niza, Francia.
Está nombrado en honor de Vincenzo Cerulli (1859-1927), astrónomo italiano.